# تاريخ اليهود في السودان
كان هُناك استيطان يهودي صغير في عام 1885 في السودان بمجموع ثمانيّ أُسر عندما استولى قائد الثوريّين محمد أحمد المهدي على السودان وإجلاء القادة العثمانيون المصريون. وبلغ عددهم قبيل إنشاء دولة إسرائيل ما بين الثمانمائة والألف موزعين ما بين الخرطوم، والخرطوم بحري، وأم درمان، وود مدني، وبورتسودان، ومروي. وفي عام استقلال السودان في 1956 بدأ عدد اليهود في النمو وبدأوا بمغادرة السُودان إلى إسرائيل في أعقاب العام 1957؛ وبحلول عام 1970 لم يبقى لليهود وجود في السودان.
تعتبر عائلة «بن كوستي» من أولى العائلات اليهودية التي وصلت البلاد، وذلك في أواخر القرن التاسع عشر، وشهدت السنوات التي أعقبت قيام الحكم الثنائي أكبر موجات هجرة يهودية إلى السودان. وعائلة «بن كوستي» من أوائل العائلات التي استوطنت في أم درمان، وهو يهودي عثماني (1842- 1917) وُلِد بفلسطين، ويعود أصل والده الحاخام إلى إسبانيا.

## التاريخ
ويعود أصل 90% من أفراد هذه الجالية إلى اليهود «السفارديم» الذين ينحدرون من سلالات اليهود الذين طردوا من إسبانيا عام 1492 عقب سقوط غرناطة عاصمة الأندلس اتجهوا بعدها نحو المغرب وتونس (مدينة) والجزائر، ثم إلى مصر والسودان، بينما هاجر بعضهم إلى كل من فرنسا وإيطاليا واليونان وتركيا، أما اليهود (الاشكنازي) ذوو الأصول الأوروبية فلم يجدوا مفراً سوى الاندماج في الأغلبية من اليهود (السفارديم)، والتطبع بعاداتهم وأساليب عباداتهم، وحدثت زيجات كثيرة بين الجانبين في كل من القاهرة وولاية الخرطوم. بالرغم من أن مُعظم اليهود الذين جاءوا إلى السودان من عائلات يهودية معروفة عاشت في مصر سنوات طويلة، لكنهم لم يكونوا يحملون أسماء تشير أو تدل على أصولهم اليهودية، كان هناك من يحمل اسم المغربي، والتونسي، والبغدادي، والأسبانيولي، وهي البلدان التي عاشوا فيها أو انحدروا منها، أما الذين عرفوا باسم الاسبانيولي فهم هؤلاء الذين انحدروا من سالونيك، وجزيرة رودس، وكورفو اليونانية ومن إزمير واسطنبول في تركيا، وكان بعضهم ما يزال يتحدث الأسبانية ويحتفظون بتلك اللغة رغم مرور حوالي أربعة قرون على خروجهم من إسبانيا، أما اليهود الأوروبيون فهم هؤلاء الذين وفدوا من إيطاليا وفرنسا فيتكلمون الفرنسية، لكن غالبيتهم قدموا من مصر ويتحدثون باللهجة العامية المصرية، ويمارسون عادات وتقاليد مجتمعهم الذي وُلِدوا وعاشوا فيه، ماعدا الشريحة العُليا التي عاشت حياة أوروبية. ويتحدث الجميع باللغة العربية لغة الأهالي في كل من مصر والسودان ويكتبونها، ومعظم يهود السودان كانوا يتحدثون اللغة الإنجليزية بطلاقة، حيث كانت هي اللغة الثانية لدى الإدارة، ولغة التعليم العالي والتجارة الدولية في السودان، بينما يتحدث بعضهم اللغة الفرنسية –لغة النخبة- التي كانت تدرس في المدارس الخاصة في مصر وشمال أفريقيا.